# (10902) 1997 WB22
(10902) 1997 WB22 là một tiểu hành tinh vành đai chính. Nó được phát hiện bởi Chương trình tiểu hành tinh Bắc Kinh Schmidt CCD ở trạm Xinglong ở tỉnh Hồ Bắc, Trung Quốc ngày 25 tháng 11 năm 1997.